# Не гомосексуал извращён, а ситуация, в которой он живёт
«Не гомосексуа́л извращён, а ситуа́ция, в кото́рой он живёт» (нем. Nicht der Homosexuelle ist pervers, sondern die Situation, in der er lebt) — псевдодокументальная драма режиссёра Розы фон Праунхайма, созданная по заказу кёльнской региональной телекомпании WDR, входящей в общегерманскую национальную телерадиокомпанию ARD. Фильм имел весьма низкий бюджет, поэтому был снят как немой фильм, после чего был синхронизирован с наложением музыки, авторского текста и диалогов. Фильм послужил толчком к зарождению послевоенного ЛГБТ-движения в Германии.

## Сюжет фильма
Молодой парень по имени Даниэль переезжает из провинции в Берлин, где встречает Клеменса. Мужчины влюбляются друг в друга и решают жить вместе. Однако через 4 месяца они расстаются по причине того, что Даниэль знакомится с богатым мужчиной более старшего возраста, который приглашает его переселиться к нему на виллу.
Вскоре Даниэль понимает, что его старший любовник не испытывает к нему настоящих чувств и лишь использует его. Даниэль устраивается работать в гей-баре и пытается вжиться в берлинскую гей-среду, одеваясь по последней моде и следуя субкультуре. Вскоре он понимает, что для того, чтобы вписаться в столичную гей-тусовку мало иметь гомосексуальную ориентацию. Постепенно он всё чаще проводит ночи в различных клубах и предаётся всем самым разгульным страстям, какие он только может найти в гей-тусовке, ведя неразборчивую сексуальную жизнь и занимаясь сексом в общественных местах и в туалетах. Вскоре Даниэль знакомится с Паулем, который живёт в организованной им коммунальной квартире для геев.
Даниэль переселяется в гей-коммуналку и знакомится с её обитателями. Новые друзья Даниэля объясняют ему, что та жизнь, которую он ведёт, поверхностна и не приведёт ни к чему хорошему и что мода и секс — не единственные вещи, которые наполняют жизнь современного гея. С этого момента Даниэль занимает активную политическую и жизненную позицию и присоединяется к группе, ведущий борьбу за права ЛГБТ.

## В главных ролях
- Фолькер Эшке — авторский текст за кадром
- Бернд Фойерхельм — Даниэль
- Беррит Болен — Клеменс
- Эрнст Кухлинг — Богач
- Норберт Лош
- Стивен Адамчевски
- Дитмар Крахт
- Манфред Зальцгебер

## Историческое значение фильма
1 сентября 1969 года в Западной Германии был отменён 175 параграф, сделав легальными добровольные сексуальные контакты между взрослыми мужчинами. С этого момента в стране начинается открытая деятельность ЛГБТ-активистов и жизнь ЛГБТ-сообщества становится более видимой.
Принявшись за работу над фильмом, режиссёр Роза фон Праунхайм стремился спровоцировать гомо- и гетеросексуалов к диалогу, а также призвать ЛГБТ-сообщество к действию, к борьбе за лучшую жизнь и за равноправие. Данный фильм рассказывает о жизни геев в Западной Германии начала 1970-х годов. Фильм предназначен, прежде всего, для самих гомосексуалов. Основной его идеей является утверждение о том, что то угнетённое состояние, тот «порочный круг», в котором живут гомосексуалы, является следствием гомофобии общества и стигматизации гомосексуалов. Фильм призывает геев преодолеть страх и начать борьбу за свои права.
Во время работы над фильмом Праунхайму практически ничего не было известно о Магнусе Хиршфельде и его деятельности в 1897—1933 годы. Кроме того, немецкое ЛГБТ-сообщество также ничего не знало о событиях, происходящих в США после Стоунволла.
Премьера фильма состоялась 3 июля 1971 года на XXI Берлинском кинофестивале в рамках форума молодых режиссёров. Показ фильма в кинотеатрах вызывал горячие дискуссии, в которых часто принимали участие и сами авторы фильма. В результате таких дискуссий было образовано более 50 инициативных групп в различных городах страны. В частности были образованы организации Homosexuelle Aktion Westberlin (HAW) в Берлине, Rote Zelle Schwul во Франкфурте и другие. Таким образом, фильм способствовал зарождению ЛГБТ-движения в Западной Германии. Первыми участниками подобных групп были, в основном, левоориентированные студенты.
Показ фильма по телевидению 31 января 1972 года на региональном канале WDR в Кёльне вызвал настолько большой скандал и резонанс в немецком обществе, что запланированная общенемецкая трансляция на Первом центральном канале ARD была отменена с целью защиты самих гомосексуалов. После показа фильма по телевидению телефоны телекомпании были оборваны сотнями звонков, более 95 % из которых были негативными.
Повторный показ фильма спровоцировал создание женского феминистского блока HAW, целью которого была детабуизация лесбиянства и преодоление изоляции и одиночества лесбиянок в обществе.
Толчок, который сделал фильм, уже не возможно было остановить. Немецкий кинокритик Дитрих Кульбродт (нем. Dietrich Kuhlbrodt) сравнивает значение показа этого фильма по немецкому телевидению со Стоунволлскими бунтами в США.
В том же году 29 апреля 1972 года в Мюнстере прошли первые в стране демонстрации ЛГБТ-активистов за свои права.
И всё же позже через год 15 января 1973 года фильм был показан на Первом центральном канале. При этом Бавария перекрыла показ этого фильма на своей территории.